# Iglesia Bautista County Line
La Iglesia Bautista County Line es una histórica iglesia bautista del sur ubicada al este de Dudleyville, Alabama, Estados Unidos. 

## Historia
La iglesia se organizó por primera vez el 2 de mayo de 1835 en la casa fronteriza de William C. Morgan. Morgan compró el sitio de dos acres a los Creek y lo contribuyó a la iglesia. El edificio de la iglesia actual en el sitio fue construido en 1890, y ha estado en uso continuo y permaneció prácticamente inalterado desde su construcción.
La Iglesia fue agregada al Registro de Monumentos y Patrimonio de Alabama el 14 de enero de 1980 y al Registro Nacional de Lugares Históricos el 19 de agosto de 1982.